# Broto
Broto es una localidad y municipio de España en la comarca de Sobrarbe, provincia de Huesca, comunidad autónoma de Aragón. Tiene un área de 128,50 km², con una población de 577 habitantes (INE 2022) y una densidad de 4,51 hab./km².

## Geografía
Parte de su término municipal está ocupado por el parque nacional de Ordesa y Monte Perdido.
| Noroeste: Yésero y Biescas     | Norte: Torla-Ordesa | Noreste: Fanlo       |
| Oeste: Biescas y Yebra de Basa |                     | Este: Fanlo y Fiscal |
| Suroeste: Yebra de Basa        | Sur: Fiscal         | Sureste: Fiscal      |

## Demografía
Broto cuenta con una población de 608 habitantes (INE 2024).
| Gráfica de evolución demográfica de Broto entre 1842 y 2021 |
| |
| Población de derecho según los censos de población del INE Población de hecho según los censos de población del INEEntre el censo de 1940 y el anterior, crece el término del municipio porque incorpora a Oto y Sarvisé Entre el censo de 1970 y el anterior, crece el término del municipio porque incorpora a Bergua Basarán |

### Municipio
Además de la localidad de Broto, forman parte del municipio los núcleos de población de Asín de Broto, Bergua, Buesa, Oto y Sarvisé, los cuales, cada uno de ellos, forman una entidad local menor del mismo.
Además el municipio también recoge los despoblados de Ayerbe de Broto, Basarán, Escartín, Otal y Yosa, todos ellos en Sobrepuerto.
- Entre el censo de 1940 y el anterior, crece el término del municipio porque incorpora a Oto y Sarvisé.
- Entre el censo de 1970 y el anterior, crece el término del municipio porque incorpora a Bergua-Basarán.
- Datos referidos a la población de derecho, excepto en los censos de 1857 y 1860 que se refiere a la población de hecho.

### Localidad
La localidad de Broto, cuenta actualmente según el padrón municipal para 2021 del INE con 283 habitantes.
| Gráfica de evolución demográfica de Broto (localidad) entre 1900 y 2021                                          |
| |
| Población de derecho según los censos de población del IAEST e INE. Población según el padrón municipal de 2021. |

### Entidades locales menores
Desglose de población según el Padrón Continuo por Unidad Poblacional del INE.
| Núcleos       | Habitantes (2021) |
| ------------- | ----------------- |
| Asín de Broto | 34                |
| Bergua        | 33                |
| Buesa         | 43                |
| Oto           | 71                |
| Sarvisé       | 100               |

## La villa y su entorno

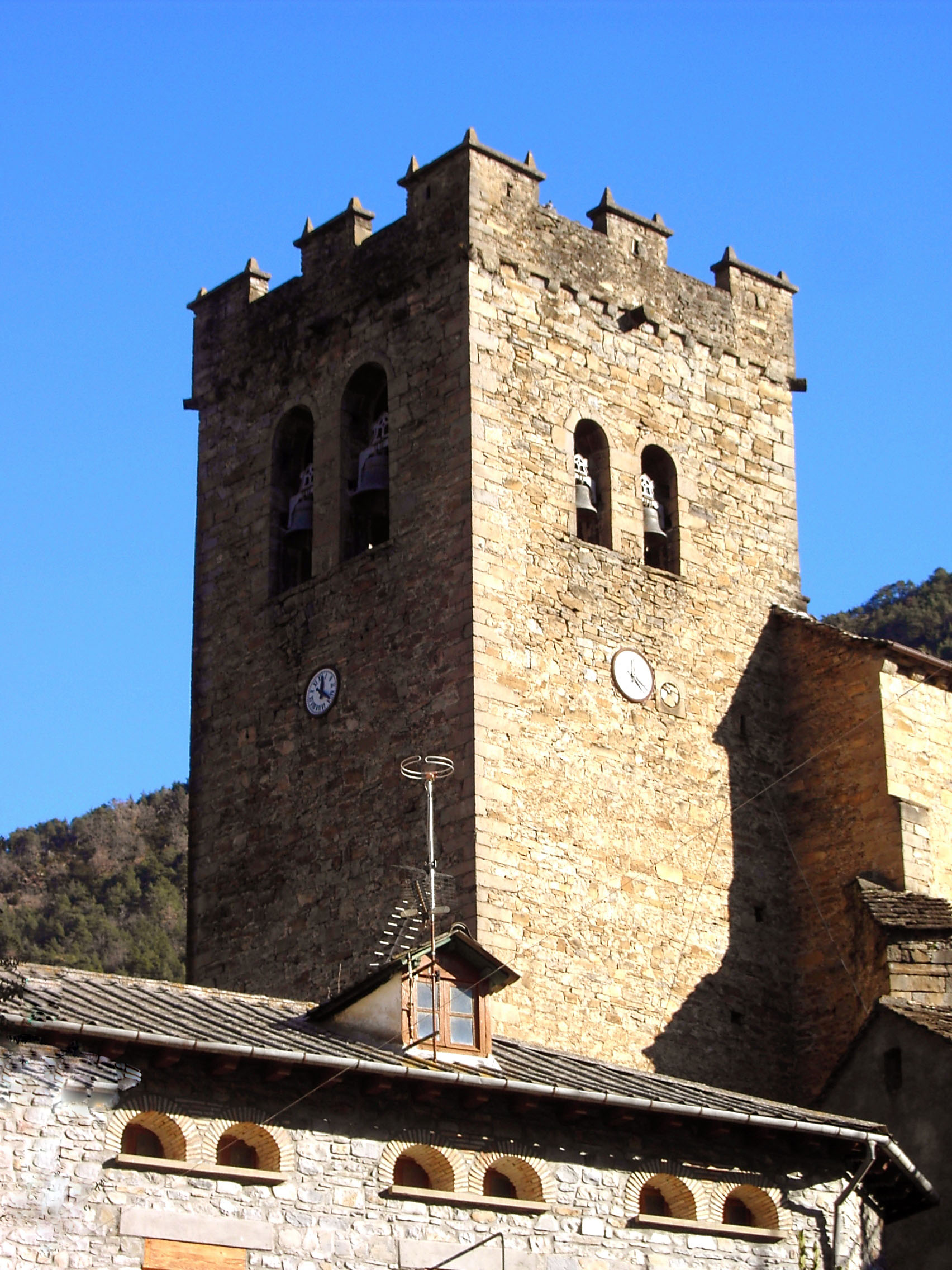
El característico campanario de la iglesia de Broto, que tenía funciones defensivas

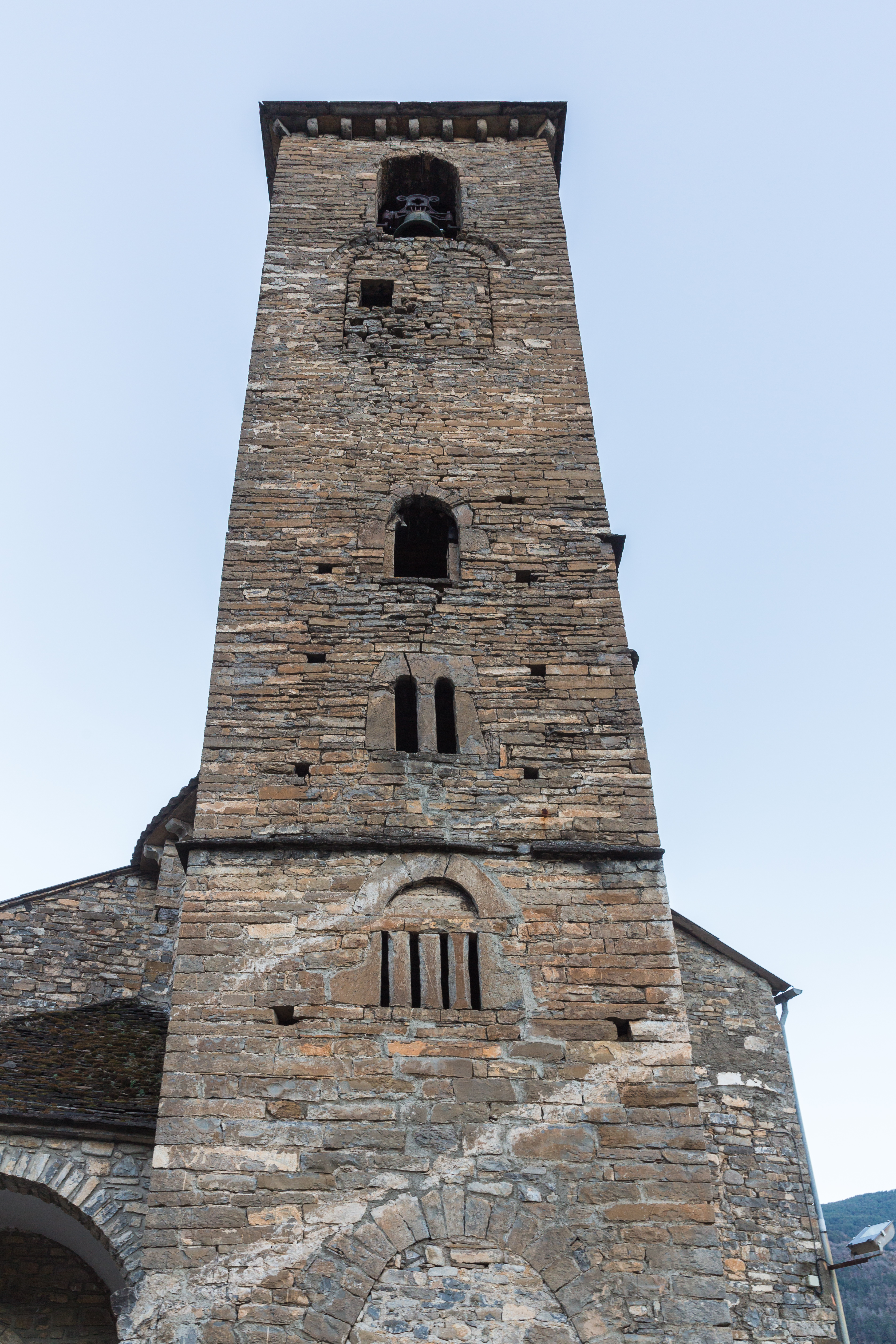
Iglesia de San Saturnino en Oto

La villa de Broto es la cabecera natural del Valle de Broto, y tradicionalmente ha sido el lugar de reunión del Conzello de Broto, una institución del valle que antiguamente hacía las veces de parlamento y diputación de todos los pueblos del mismo, donde se debían tomar todas las decisiones que implicasen a los vecinos de éste; concesiones de explotaciones forestales y agropecuarias, regulaciones económicas y arrendamientos, facerías (especialmente importantes en este lugar las que lo unían con el valle francés de Barèges), tribunal, etc. La institución todavía es funcional hoy en día, aunque en un grado mayor de como lo estaba antiguamente, hoy en día es gobernada sobre todo por los núcleos de Broto y la vecina Torla-Ordesa. Sus funciones están hoy muy menguadas respecto al grado de autonomía de que gozaba con los antiguos fueros, dado que contaba con auspicio de la Casa Real aragonesa, siendo por primera vez regulado su funcionamiento en el siglo XIII.
El Conzello efectuaba sus reuniones dentro del edificio de la cárcel, que además incluye dependencias que se utilizaron hasta el siglo XVIII como prisión, y donde algunos de los reclusos realizaron grabados en las paredes, algunos de ellos con singular destreza, que se han convertido en uno más de los múltiples atractivos de la villa, siendo visitables en fechas concretas.
El núcleo de Broto se estructura en torno a la carretera nacional, llamada Avenida de Ordesa a su paso por la villa, con todos los comercios abiertos a ella. La iglesia se encuentra en la parte más elevada del pueblo, al mismo lado de la carretera que la cárcel, aunque esta segunda se encuentra más cerca del río. Por el lado sur de la carretera cabe buscar la Plaza de las Herrerías (también llamada "de la Santa Cruz" o "de los Porches") que constituye una de las visiones más hermosas de la población.

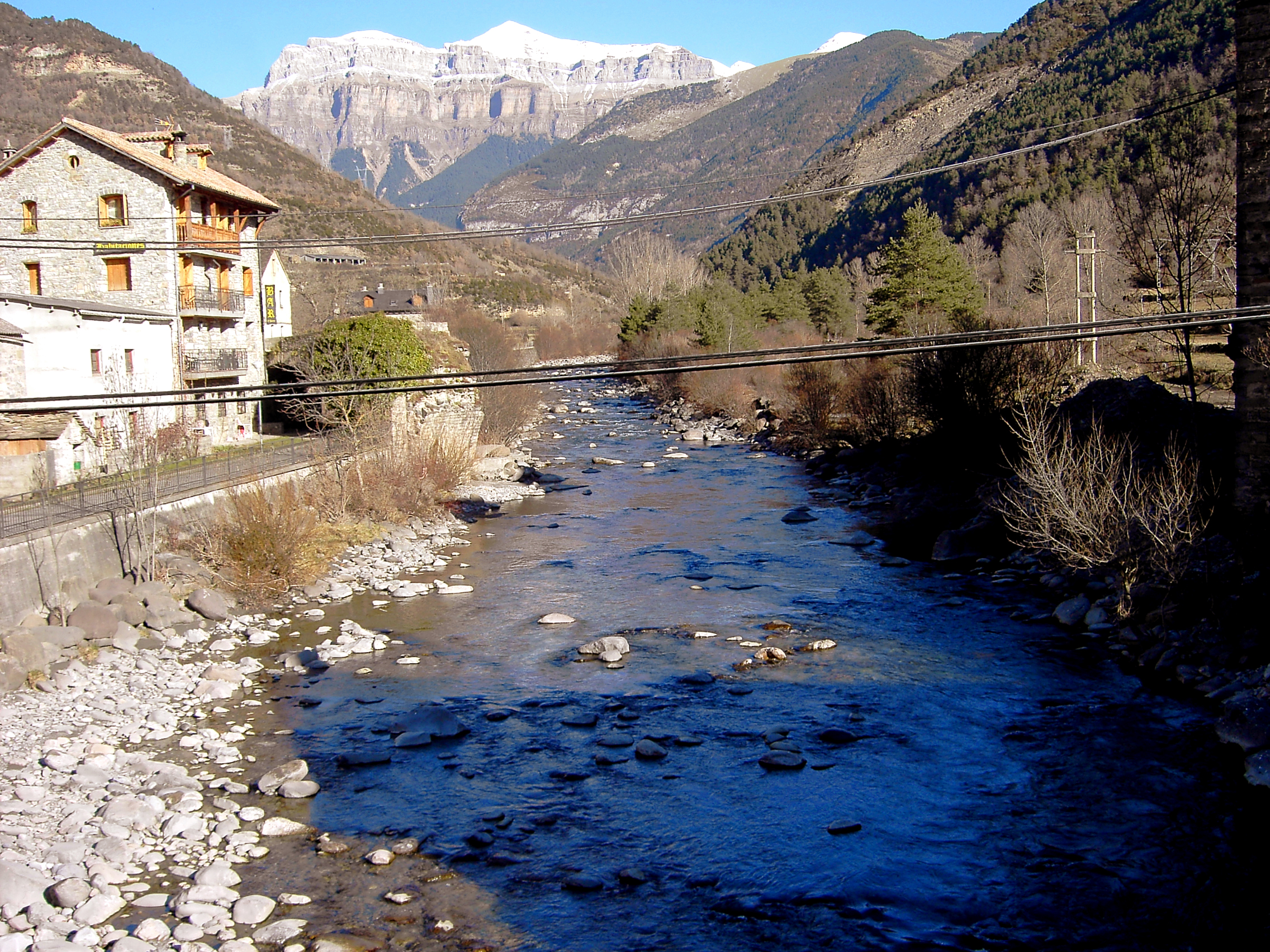
El río Ara a su paso por Broto

Los dos barrios que componen Broto están separados uno a cada orilla del Ara, con el barrio de la Santa Cruz en el norte, y en el sur el llamado barrio de los Porches. Es una costumbre muy arraigada en los pueblos del Alto Aragón considerar y nombrar como barrios diferentes simples agrupaciones de casas que, como en este caso, están separadas únicamente por un curso de agua sobre el cual se levanta un puente. Antiguamente ambos barrios estaban unidos por un único puente medieval que fue desgraciadamente destruido en el transcurso de la Guerra Civil (cabe destacar la crudeza que alcanzó dicho conflicto en esta zona de Aragón, llegando a su punto cumbre con el fenómeno llamado la Bolsa de Bielsa). Hoy en día entre ambos barrios la carretera circula por un puente de hormigón.

Actualmente, puente románico sólo se conserva el que cruza por encima del río Sorrosal junto a la llamada Cascada del Sorrosal, un salto de agua que se precipita de una pared de roca hasta caer por debajo de la villa de Broto. El puente del Sorrosal está hoy en día cerrado al tránsito de personas que tienen que pasar por un puente paralelo habilitado a pocos metros y que, así mismo, conduce al vecino lugar de Oto.

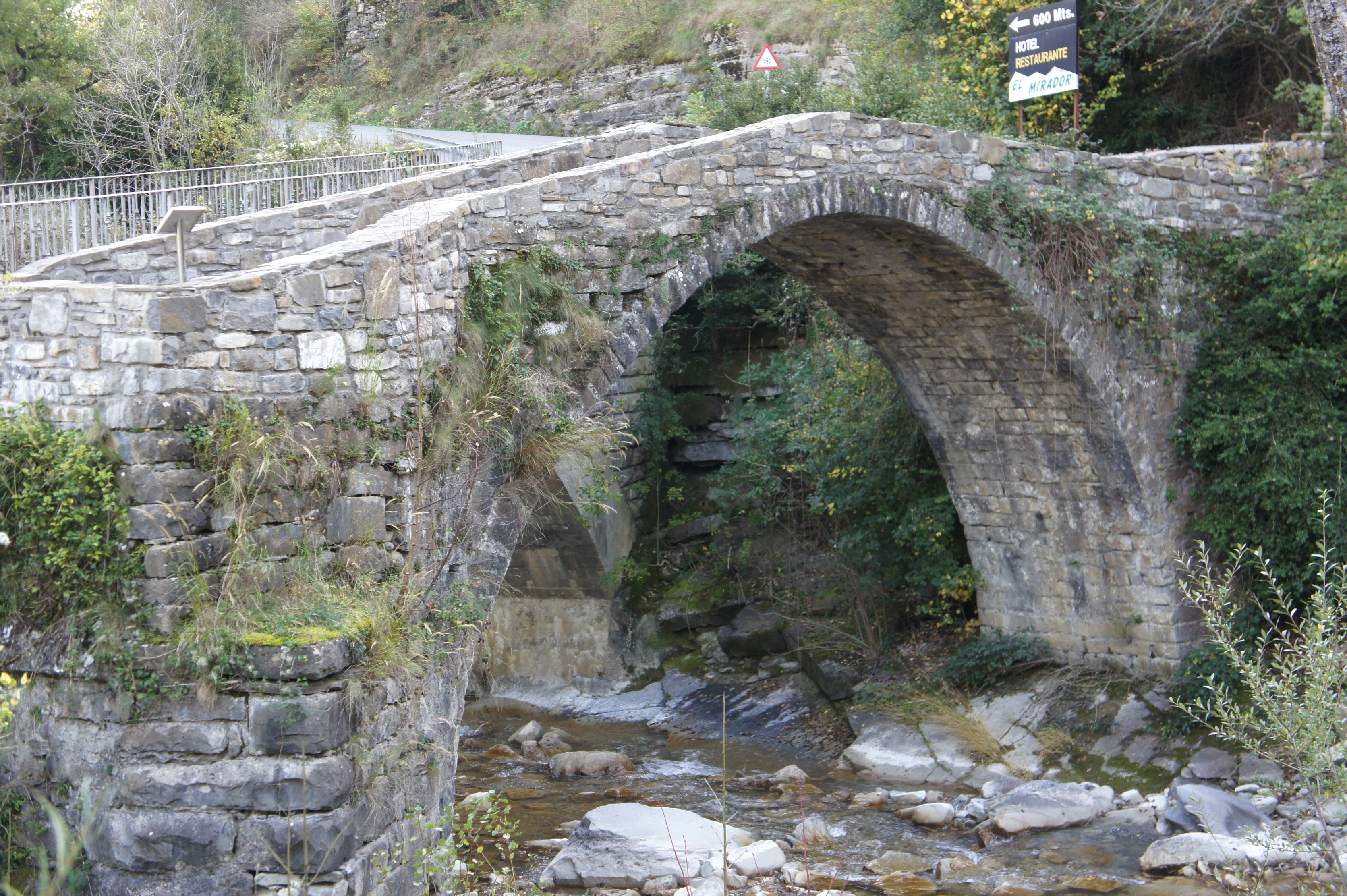
Puente de Oto sobre el barranco del Sorrosal

Históricamente, la villa de Broto aparece en los documentos en el año 1076, aunque la primera referencia clara al número de sus habitantes es de 1488, cuando se contaron 41 fuegos. La iglesia original, donde se llevaban a cabo los eventos religiosos, era del siglo XI, de estilo románico pirenaico, pero desde el siglo XVI los oficios religiosos se llevan a cabo en la más grande iglesia de San Pedro. La antigua iglesia románica se conoce hoy en día como la ermita de la Piedad.

## La iglesia de San Pedro

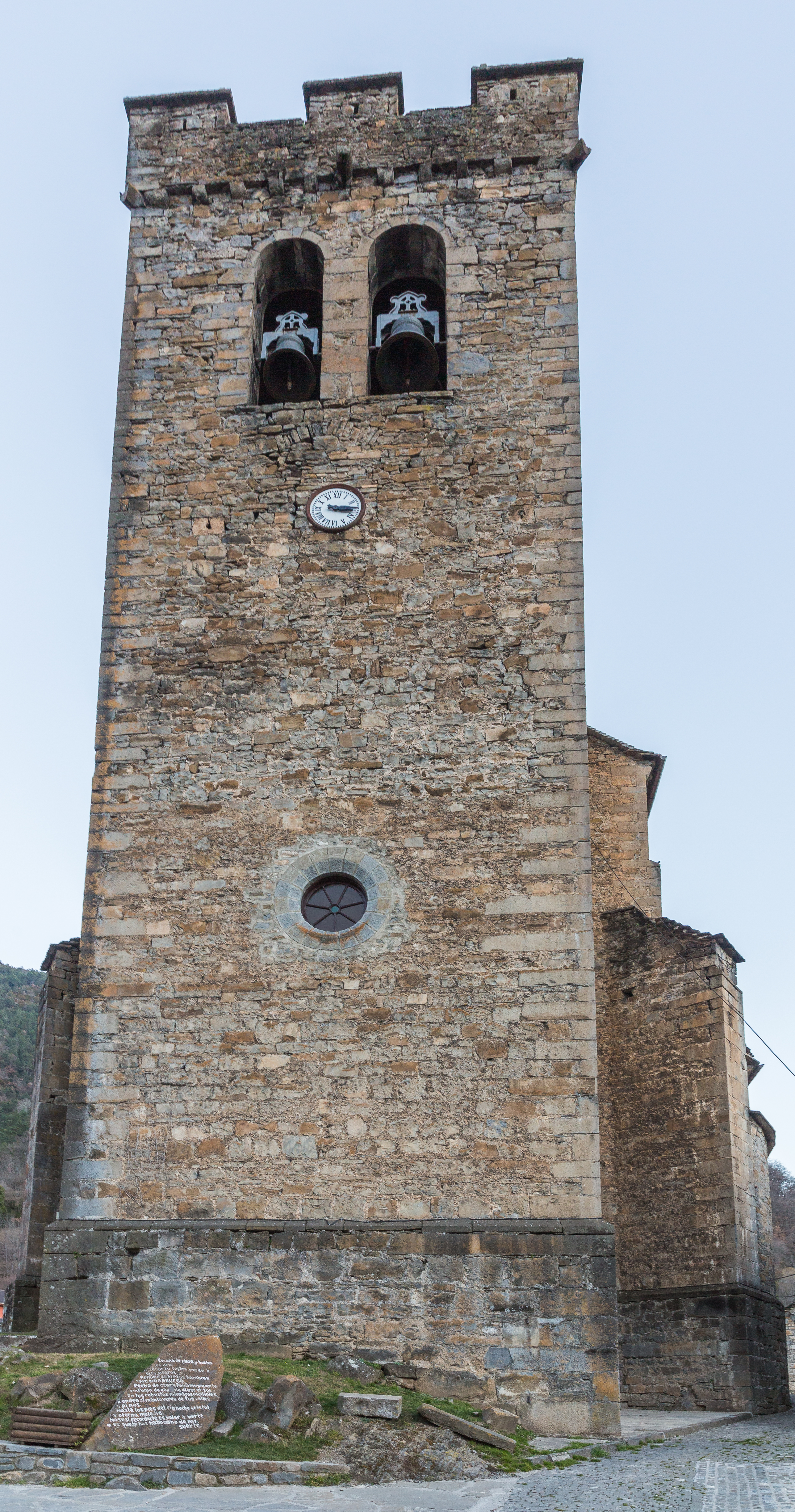
Iglesia de San Pedro

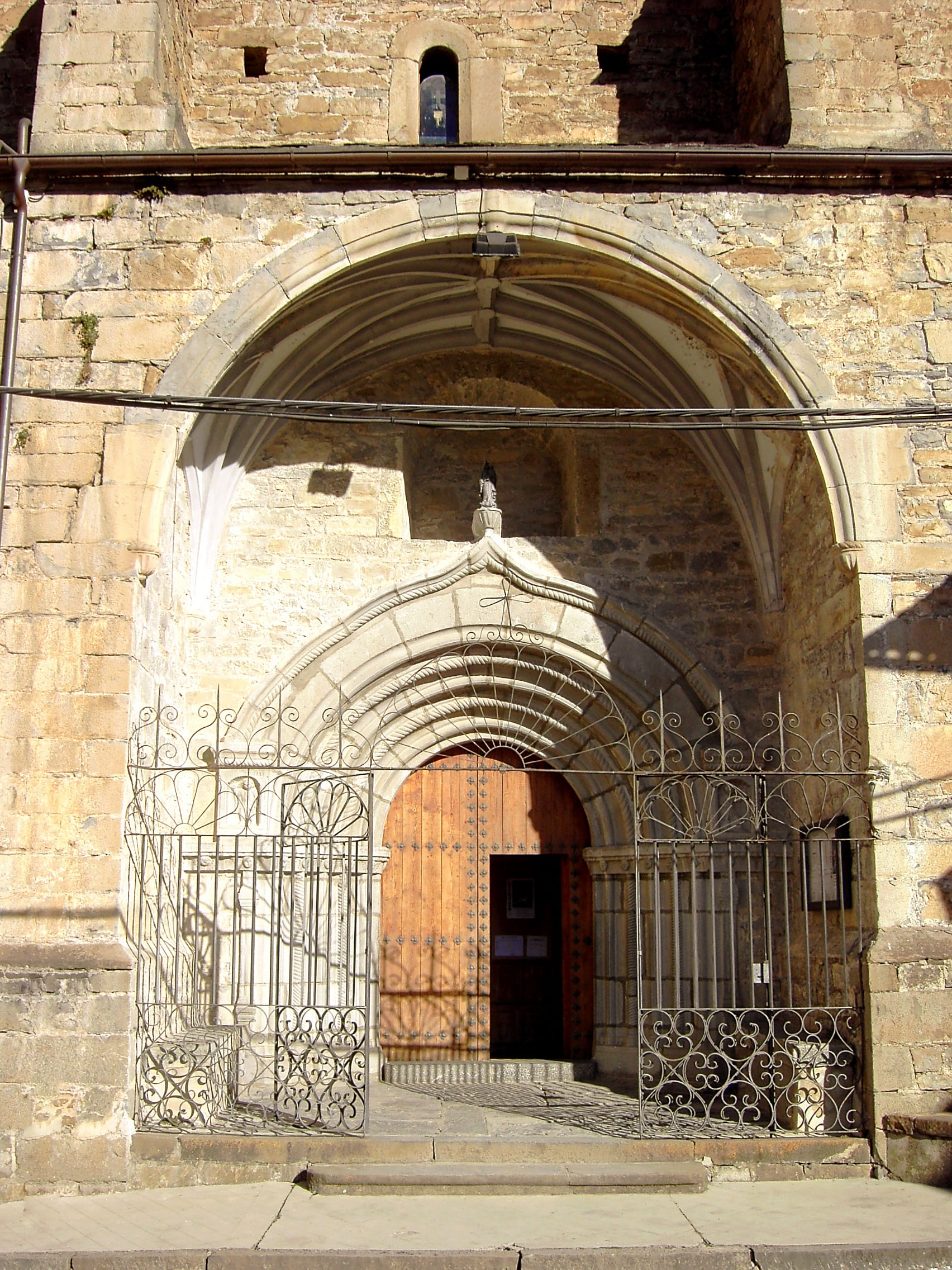
La portalada de la iglesia de Broto, consagrada a San Pedro

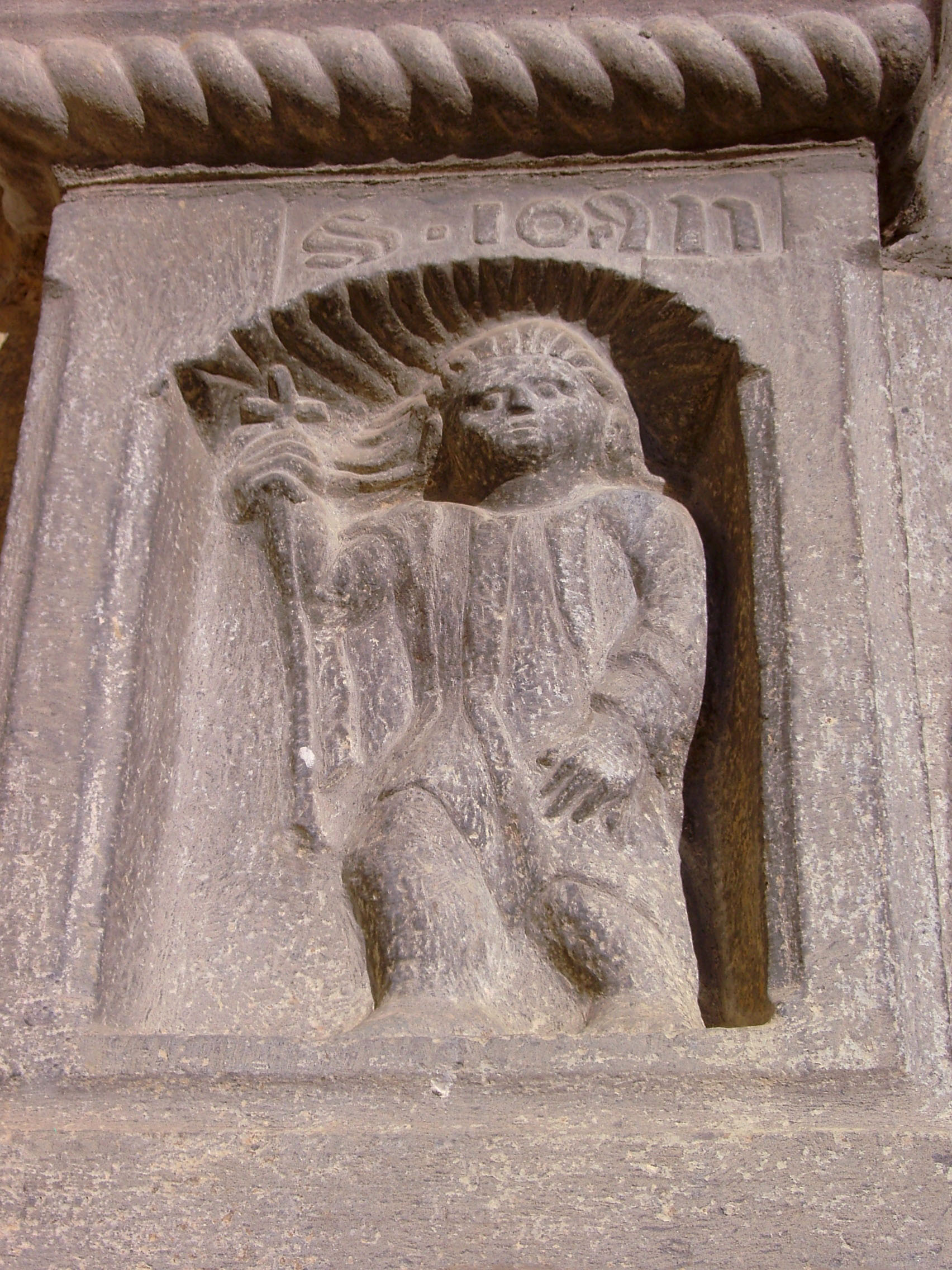
Uno de los santos representados en los dinteles de la iglesia. San Juan, en aragonés de la época aparece "S. IOAN"

La iglesia actual se construyó en el siglo XVI (1578) y posee una forma característica, con caracteres transicionales de los estilos predominantes de la época, funde la arquitectura gótica aragonesa con el renacentismo. Es de dimensiones mucho mayores que la mayoría de iglesias de su valle, poderosa y de formas compactas, tiene un campanario terminado en almenas y con abundantes aspilleras visibles por toda su fachada para su defensa. Es un ejemplo característico de iglesia fortificada altaragonesa.
La portalada tiene cinco arquivoltas que, superpuestas, dejan las hojas de la puerta cubiertas de los elementos. Actualmente, para impedir la entrada cuando el templo está cerrado, se han dispuesto unas rejas de hierro de forja, con motivos ornamentales. La portalada tiene también pequeñas figuras de santos esculpidas en la piedra, con una de ellas dónde se lee claramente "S. IOAN" (San Juan en lengua aragonesa y según la grafía del siglo XVI) como nombre del santo que representa. También se lee en ella la fecha de construcción, que corresponde con el año 1578.
Cerca de la villa de Broto se encuentran también las ermitas de San Blas (que en tiempos tuvo un retablo antiquísimo, hoy en día expuesto en Zaragoza) y de San Clemente, ambas del siglo XVI.

## Administración y política
| Período             | Alcalde                                   | Partido |  |
| ------------------- | ----------------------------------------- | ------- |  |
| 1979-1983           | Pilar Faustino Pellicer                   | UCD     |  |
| 1983-1987           | Pilar Faustino Pellicer                   | AP      |  |
| 1987-1991           | Pilar Faustino Pellicer                   | AP      |  |
| 1991-1995           | [cita requerida]                          | PP      |  |
| 1995-1999           | [cita requerida]                          | PP      |  |
| 1999-2003           | Carlos Borra Bernad                       | PSOE    |  |
| 2003-2007           | Carlos Borra Bernad                       | PSOE    |  |
| 2007-2008 2008-2011 | Carlos Borra Bernad Mª Carmen Muro Gracia | PSOE    |  |
| 2011-2015           | Mª Carmen Muro Gracia                     | PSOE    |  |
| 2015-2019           | Mª Carmen Muro Gracia                     | PSOE    |  |
| 2019-2023           | Mª Carmen Muro Gracia                     | PSOE    |  |

| Partido político    | Partido político                                   | 2003   | 2007   | 2011   | 2015   | 2019   |
| Partido político    | Partido político                                   | Ediles | Ediles | Ediles | Ediles | Ediles |
|                     | Partido de los Socialistas de Aragón (PSOE-Aragón) | 4      | 3      | 3      | 4      | 5      |
|                     | Chunta Aragonesista (CHA)                          | —      | 1      | 1      | 2      | 2      |
|                     | Partido Aragonés (PAR)                             | —      | 1      | 1      | 1      | —      |
|                     | Partido Popular de Aragón (PP)                     | 3      | 2      | 2      | —      | —      |
|                     | Izquierda Unida (IU)                               | —      | —      | —      | —      | —      |
| Total de concejales | Total de concejales                                | 7      | 7      | 7      | 7      | 7      |

## Economía

### Evolución de la deuda viva
El concepto de deuda viva contempla sólo las deudas con cajas y bancos relativas a créditos financieros, valores de renta fija y préstamos o créditos transferidos a terceros, excluyéndose, por tanto, la deuda comercial.
| Gráfica de evolución de la deuda viva del ayuntamiento entre 2008 y 2014                             |
| |
| Deuda viva del ayuntamiento en miles de Euros según datos del Ministerio de Hacienda y Ad. Públicas. |

La deuda viva municipal por habitante en 2014 ascendía a 835,02 €.

## Fiestas
- El primer fin de semana de octubre se celebra la Fiesta Mayor en honor a la Virgen del Rosario, siendo una de las actividades más características de esta fiesta el Palotiau que ejecutan un grupo de danzarines locales con vestuario singular.
- El 3 de febrero se celebra la Fiesta de Invierno, en honor a San Blas. Junto con los vecinos del cercano pueblo de Sarvisé se lleva a cabo una romería hasta la ermita del santo, en el camino de Broto a Sarvisé.
- El 1 de mayo se hace una romería hasta la ermita de la Virgen de Morillo, ermita medieval último vestigio de lo que antes fue una fortificación que permitía observar todo el valle desde un alto.
- El segundo domingo de junio se hace una romería a la ermita de Santa Elena, cercana a la villa.
- Cada 25 de septiembre, o en su defecto, el fin de semana más cercano a él, se efectúa la feria de ganadería del valle.

## Localidades hermanadas
- Gèdre (Francia)[15]